# Savojský ústav šlechtičen
Savojský vévodský ústav šlechtičen ve Vídni (německy Herzoglich Savoyen'sches Damenstift in Wien či jen Savoyen'sches Damenstift) byl ústav šlechtičen založený v 17. století ve Vídni. Instituci založila vévodkyně Marie Terezie Savojská a byla určena dámám z řad rakouské a české šlechty.

## Dějiny

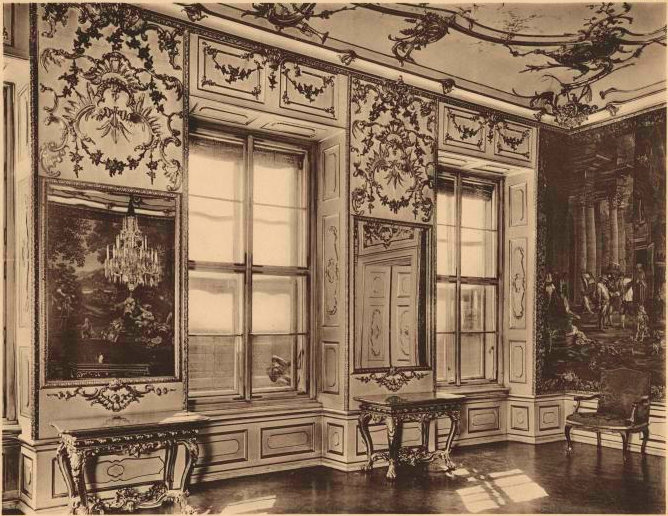
Instalační sál, v němž byly voleny regentky instituce

Instituce byla založena podle ustanovení v závěti princezny Marie Terezie z Lichtenštejna, vdovy po princi Emanuelu Tomášovi Savojském, hraběti ze Soissons. Tato dáma zemřela v roce 1772 bez žijících potomků (manželé měli pouze jedno dítě, Evžena Jana Savojského (1714–1734), který zemřel mladý). 

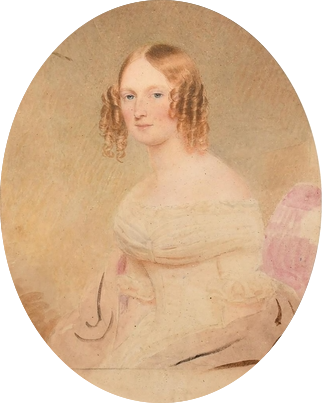
Princezna Hermína z Metternich-Winneburgu (1815–1890) byla jednou z dam ústavu

Vévodkyně Marie Terezie instituci šlechtických dam věnovala svůj vídeňský palác. Ústav byl pod patronátem dědičných knížat z Lichtenštejna, dodnes vlastnících palác, kde sídlil ústav.
Mezi dámami, které byly součástí sboru ústavu, byla i princezna Hermína z Metternich-Winneburgu (1815–1890), dcera významného politika té doby Klemense Václava z Metternichu a jeho první manželky Marie Eleonory z Kounic. Další čestnou dámou ústavu byla česká šlechtična Luisa Kocová z Dobrše (1812–1863).
Poslední regentkou instituce byla hraběnka Karolína z Fünfkirchenu, která zemřela 8. července 1980.

## Struktura
Struktura instituce se v průběhu historie měnila. Například v roce 1838 měla instituce:
- 3 regentky,
- 14 dam (se 3 neobsazenými prebendami),
- 20 čestných dam (se 4 volnými místy).

Měla také agenta.
V roce 1918, v době zániku Rakouska-Uherska, měla následující strukturu:
- první vykonavatel závěti (Erste Testaments-Executor und Obsorger),
- druhý vykonavatel závěti (Zweiter Testaments-Executor),
- regentka (Regentin),
- 11 kapitulních [dam] (Kapitularinnen),
- 6 externích dam (Externe Stifts-Damen),
- 19 čestných dam (Ehren-Stifts-Damen),
- kancléřka instituce (Stifts-Kanzlei),
- lékařka (Leib-arzt),
- právník (Rechtsanwalt).

## Sídlo

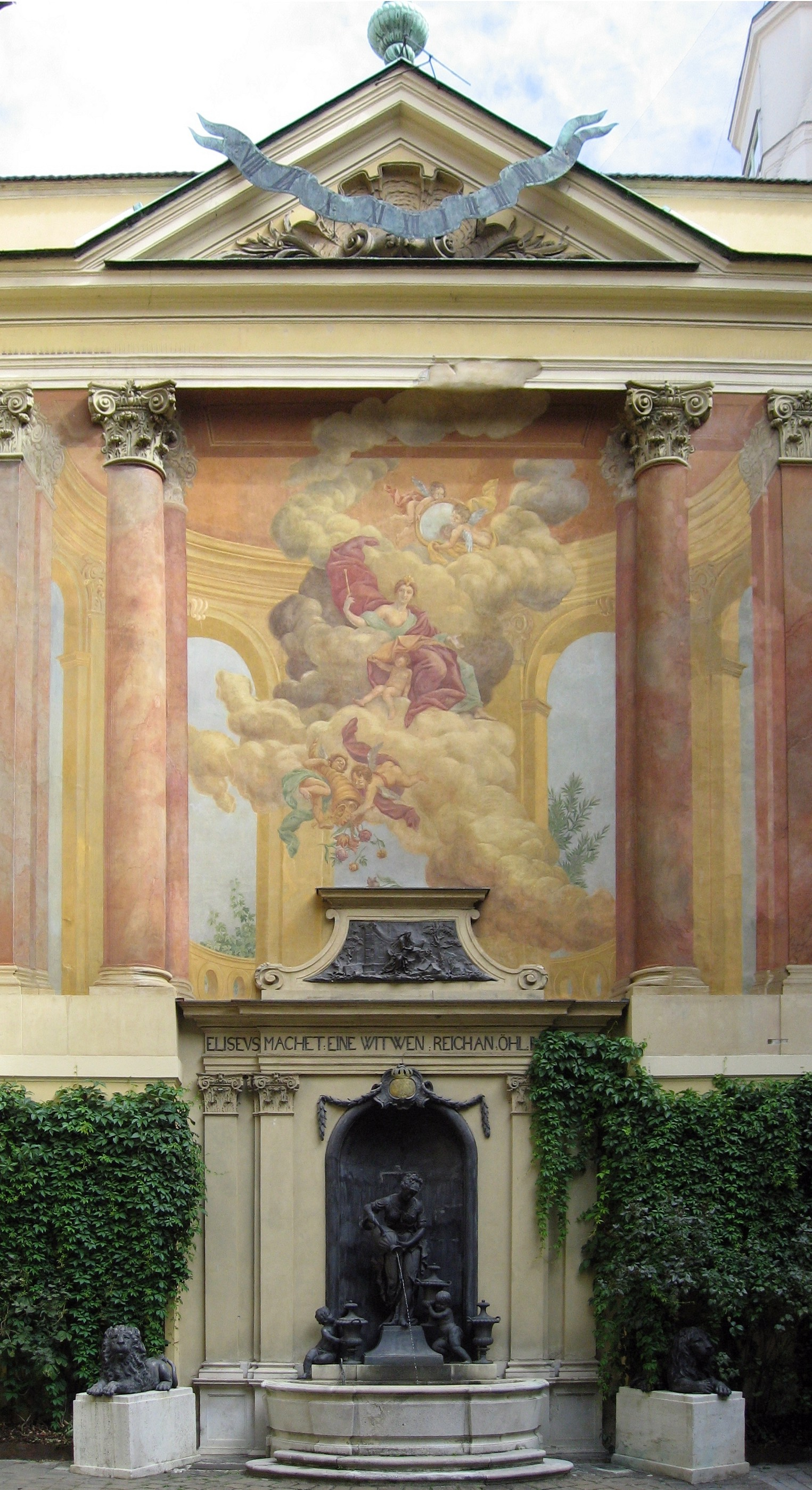
Obrázek nádvoří s fontánou vdovy ze Zarepty

Instituce sídlila v barokním paláci z 18. století v centru Vídně. Palác má bohatě zdobené nádvoří s kašnou věnovanou starozákonnímu příběhu o vdově ze Zarepty. Kašnu vytvořili v letech 1769–1770 Johann Martin Fischer a Franz Xaver Messerschmidt, ještě za života vévodkyně Marie Terezie z Lichtenštejna. Interiéry paláce byly renovovány v letech 1893–1894. V současné době je palác pronajatý a je přístupný pouze z terasy.